# 泽兰省
泽兰省，又依英语译作西兰省，或熱蘭省（台語音譯），是荷兰的一个省份。该省位于该国的西南部，主要由岛屿组成，与其邻近的省份北有南荷兰省，东连北布拉班特省，西面靠海，南与比利时接壤。其省会为米德尔堡，人口约380,000，省域面积约2930 km²，几乎有1140 km²是水域面积。
該省大部分地区在水平面以下，最近的一次大洪水发生在1953年。旅游业是該省的支柱产业。阳光充足的沙滩使這裡成了人们度假的好去处，游客主要来自德国。一些地区在旅游旺季时人口达到了平时的四倍。

## 組成
該省由南到北分別由以下地區組成：
- 斯豪文－德伊弗蘭(Schouwen-Duiveland)
- 托倫(Tholen)
- 北貝弗蘭(Noord-Beveland)
- 瓦爾赫倫島與南貝弗蘭(Zuid-Beveland)
- 澤蘭-法蘭德斯(荷蘭文：Zeeuws-Vlaanderen；英文：Zealands Flanders)

## 历史
1299年以前，泽兰一直是荷兰伯爵与佛兰德所争夺的地区，最后荷兰获得了在泽兰的伯爵的支配权。
至此，泽兰走上一条荷兰之路。1432年它成为了低地国家勃艮第公爵菲利普三世的领地。1477年哈布斯堡皇室通过联姻使十七省为其所有。
在八十年战争中，泽兰支持乌得勒支联盟，成了联合省之一。现在的泽兰-佛兰德并不属于泽兰，却是佛兰德伯国的一部分，但被联合省所征服，因此称作佛兰德州
1815年荷兰王国建立后，现在的泽兰省基本形成。1953年北海大洪水中，超过1,800名泽兰省居民不幸身亡，促使了保护三角洲工程的产生。

## 地理

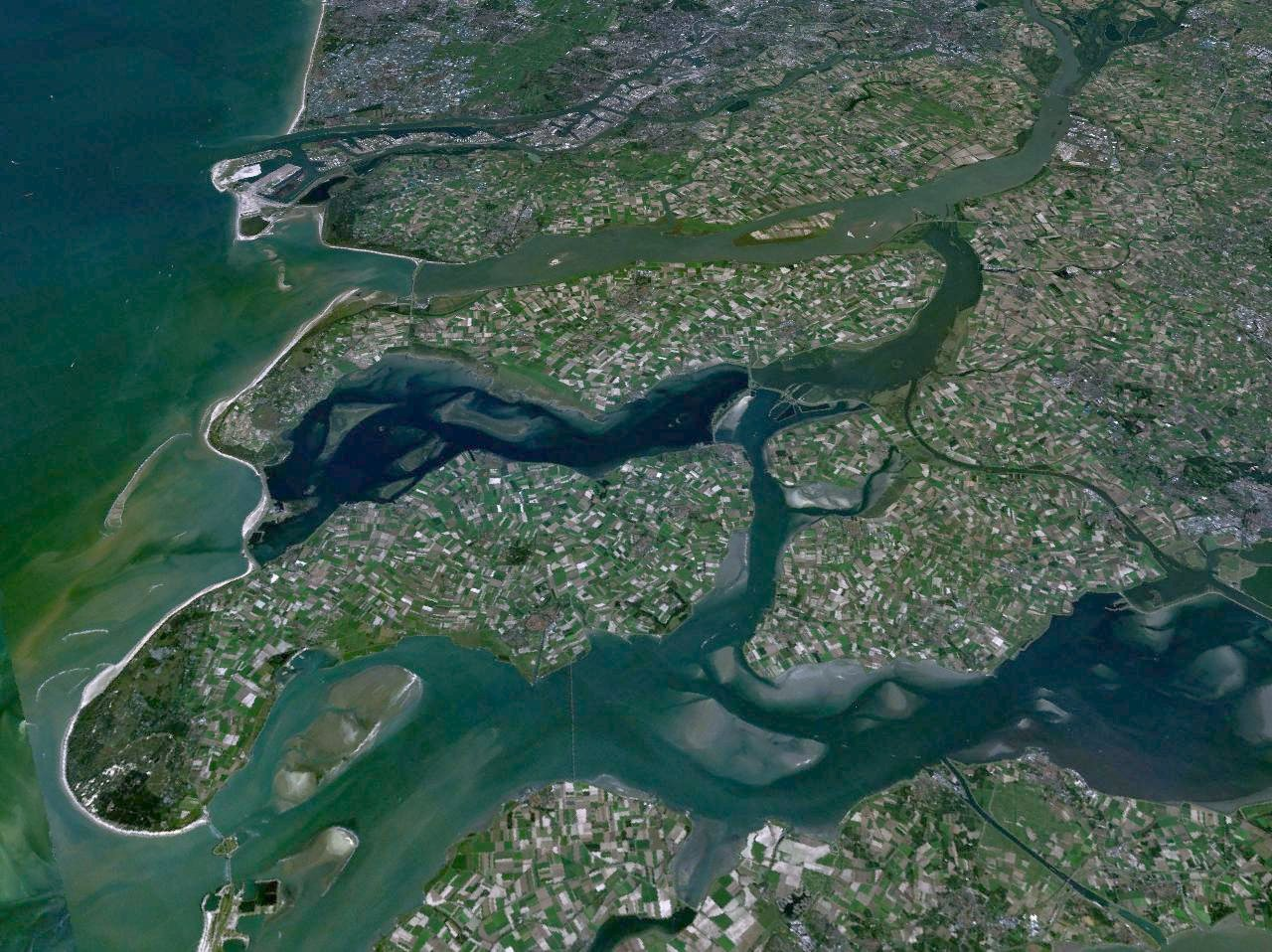
斯海尔德河河口的卫星地图

該省實際上是一個大三角洲，地處於多條河流的河口，人為的改造使全省大部分地區低於海平面。經潮氣潮落的反覆的沖涮形成了泥濘的地形，待那些人造的小山乾了之後，當地人就建立河堤將那些小山連接起來。全省都用同樣的方法，使各小山相連，即形成了現在的形狀。島的形狀是自然與人共同努力的結果，1953年北海大洪水(North Sea flood of 1953)淹沒了大量的土地。三角洲的河流沖涮在一定程度上也改變了該省的地貌。那些基礎建設（如：橋樑、隧道、大壩）已成為了全省交通的重要組成部分，代替了傳統的渡輪。西海尔德隧道於2003開通，首次使西斯海尔德河兩岸直接相通，結束了大海阻隔澤蘭半島和島嶼的時代。

## 市镇

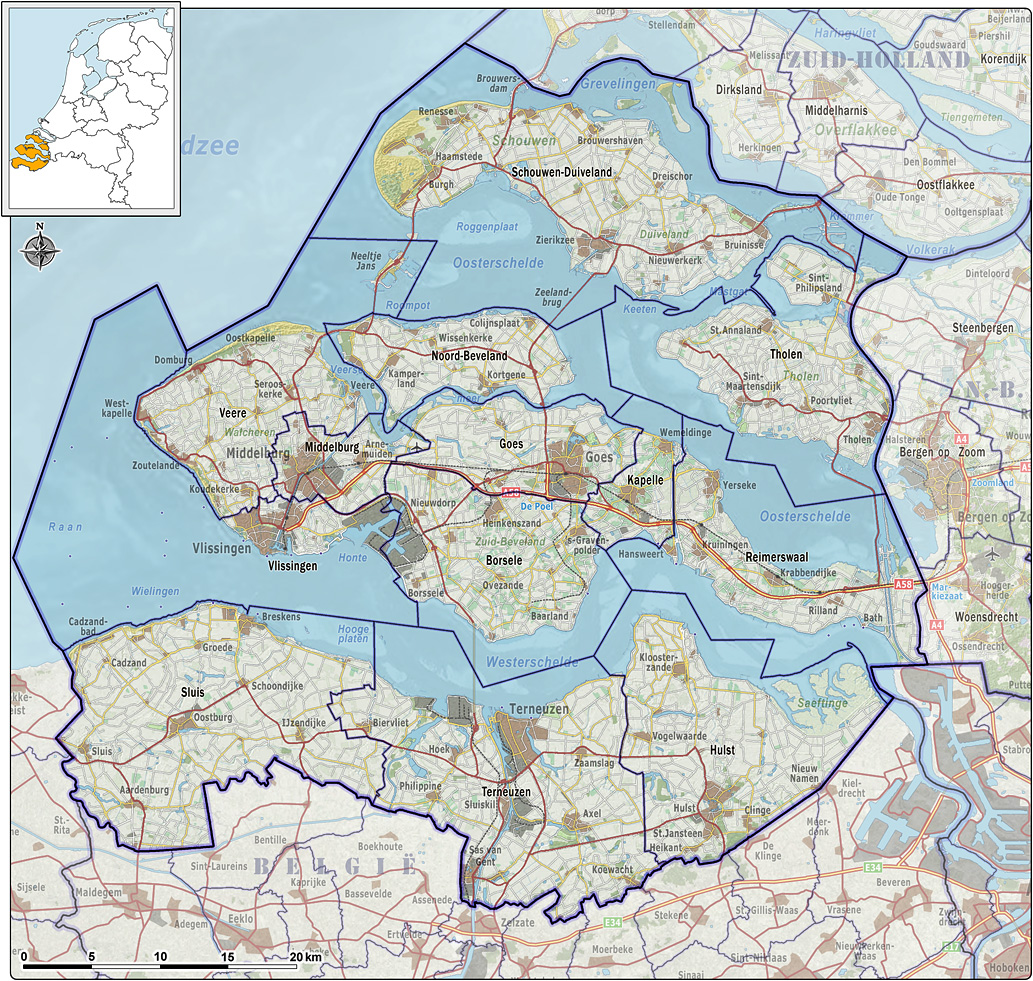
澤蘭省地圖

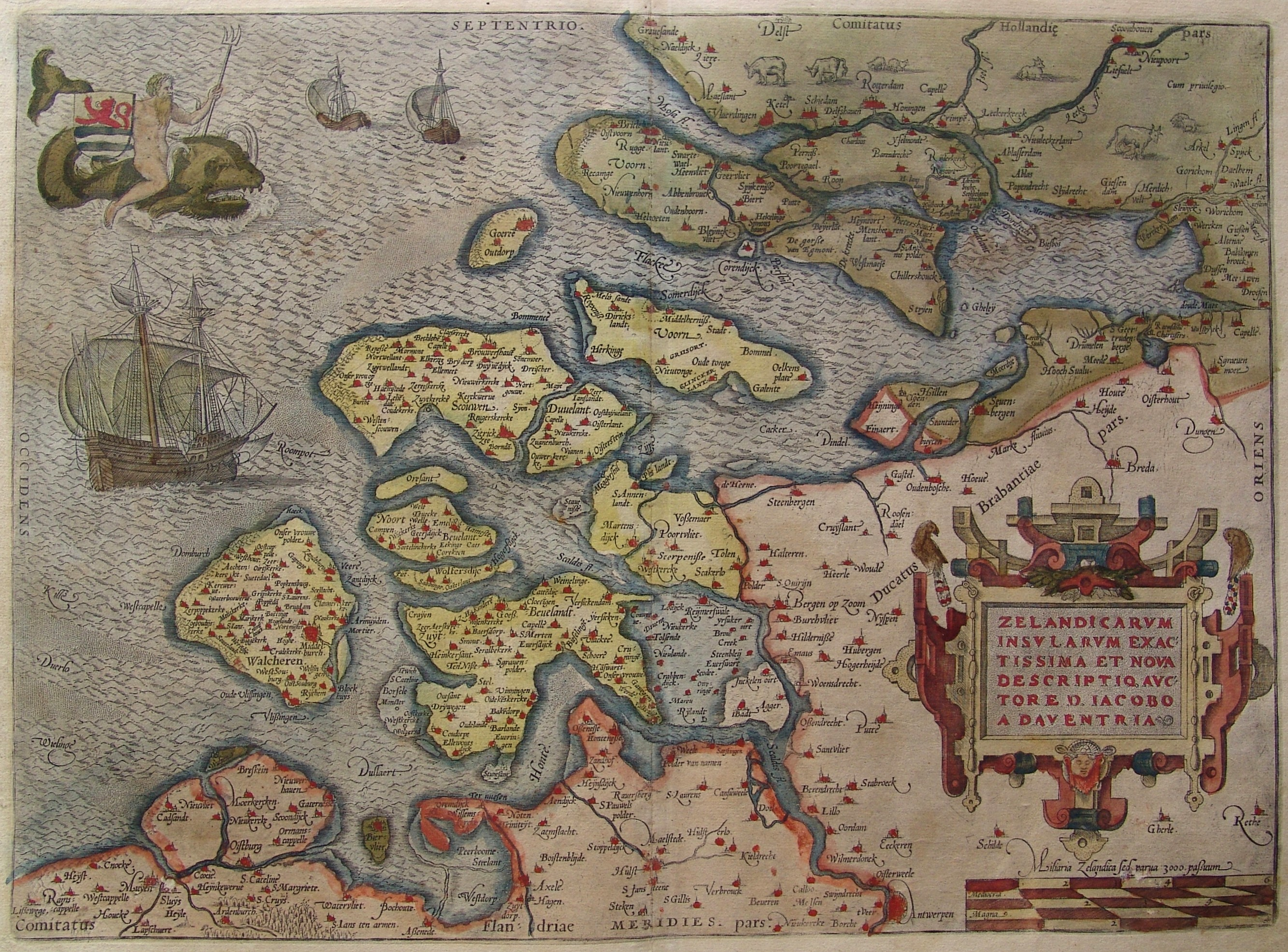
泽兰省 1580
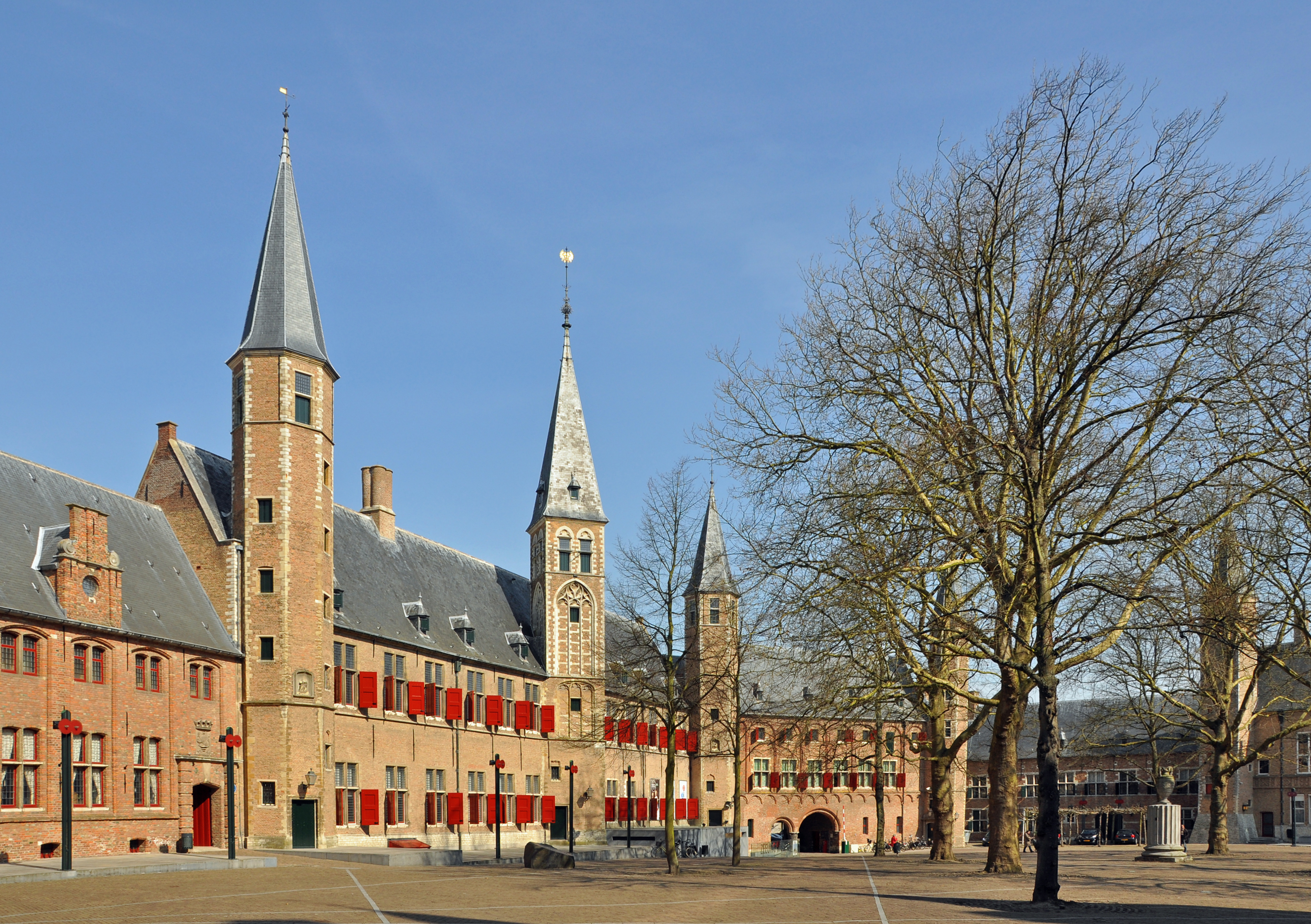

由北向南：
- 博瑟勒 Borsele
- 胡斯 Goes
- 许尔斯特 Hulst
- 卡佩勒 Kapelle
- 米德尔堡 Middelburg
- 北贝弗兰 Noord-Beveland
- 赖默斯瓦尔 Reimerswaal
- 斯豪文-德伊弗兰 Schouwen-Duiveland
- 斯勒伊斯 Sluis
- 泰尔讷曾Terneuzen
- 托伦 Tholen
- 费勒 Veere
- 弗利辛恩 Vlissingen

- 泽兰省 1580

## 其它源于泽兰的地名
泽兰的英文发音音近“西兰”。新西兰以及世界各地分布着源于泽兰的地名。

### 紐西蘭
1642年，荷兰水手亚伯·塔斯曼成了第一个发现新西兰的欧洲人。
在荷兰的黄金时期，荷兰的两个航海大省：荷兰省和泽兰省，早期的荷兰探险家将大洋洲的两块大陆分别命名为新荷兰（Nieuw Holland）和新西兰（Nieuw Zeeland）。新荷兰最终被澳大利亚所取代，新西兰这个名字保留了下来。詹姆斯·库克船长最终称那些群岛为新西兰。

### 美國
美国密歇根州的西兰镇是1847年由荷兰人Jannes van de Luyster（因荷蘭國內的宗教迫害與經濟蕭條）帶領450名歸正宗墾荒者前來建立的。1907年地方建治，至今，该镇仍保持着荷兰特色。

### 臺灣
台南市的前身是荷領時期興建的熱蘭遮市鎮。由荷蘭東印度公司所建，位於現今安平鎮的城堡熱蘭遮城（Fort of Zeelandia，現名安平古堡。）至今仍有部分遺跡存留，並定為國定古蹟。

## 参看
- 泽兰省市镇和村庄列表（英语：List of cities, towns and villages in Zeeland）
- 西兰 (密歇根州)，位于美国（Zeeland, Michigan, USA）
- 西兰 (北达科他州)，位于美国（Zeeland, North Dakota, USA）
- 西兰 (新不伦瑞克省)，位于加拿大（Zealand, New Brunswick, Canada）
- 兹文（ - 一个位于泽兰省的自然保护区）
- 新西蘭
- 澤蘭語 - 澤蘭語維基百科
- 熱蘭遮城，位于台湾（Zeelandia, Tainan, Taiwan）